# Michael Friedel
Michael Friedel (* 5. Juni 1935 in Berlin) ist ein deutscher Fotograf.

## Leben und Werk
Als 17-jähriger, während seiner Ausbildungszeit zum Fotolaboranten und der anschließenden kaufmännischen Lehre bei AGFA in München, arbeitete Friedel an ersten freien Foto-Reportagen über Sophia Loren, Elvis Presley und Rom-Trastevere, für die er 1954 und 1956 mit dem Photokina-Preis ausgezeichnet wurde und die ihn bekannt machten. Die nächsten Jahrzehnte führten ihn, hauptsächlich für den STERN, in die Krisengebiete im Nahen Osten, nach Südamerika und in die Sowjetunion. Er porträtierte Diplomaten, Prominente, Stars sowie die Jugend in Ost und West. Seine Fotoreportagen zu Beginn der 1970er Jahre brachten die Malediven, Seychellen, Mauritius, Dominikanische Republik und Yucatán auf die touristische Weltkarte. 1971 hat Michael Friedel das erste Goethe-Institut in London besucht und seitdem ca. 40 Institute in  fünf Kontinenten fotografiert. Für ein GEO-Buchprojekt lebte er zwei Jahre unter Naturvölkern auf fünf Kontinenten, er bereiste Polynesien und die Xingu-Indianerreservate in Brasilien. In 60 Jahren hat Michael Friedel über 100 Länder besucht. Die Themen waren  die letzten Naturvölker, das Überleben dieser einzigartigen Kulturen, die Fernziele des Tourismus, insbesondere die Inselwelten, die Inseln zwischen Paradies und Hölle.  Friedel lebt in einem Bauernhaus südlich von München. Hier verwaltet er auch sein  Archiv, von dessen Copyright-Tantiemen er heute lebt.

## Themen-Schwerpunkte
Naturvölker, Entwicklungshilfe, Inseln der Welt, Tourismus, Traumziele, Homo-Touristicus, Ethnobotanik, Tauchen, Unterwasser-Tourismus, Aquakultur, Delphine, Jugend in Osteuropa, deutsche Sozial- und Kulturpolitik, Goethe-Institute, Prominente der 1960er und 1970er Jahre, Vulkane

## Auszeichnungen – Preise
- Photokina-Preis, Köln 1954 und 1956
- Mexiko – Lente de Plata 1999
- Malediven – Presidental-Tourism-Award 1982; 1992 und 2003

## Bildbände
- Südsee-Inseln: Pazifik – Indischer Ozean. Süddeutscher Verlag, München 1978, ISBN 3-7991-6299-2.
- Karibik-Inseln: Columbus, Cuba, Carneval. Meyster, München 1981, ISBN 3-7057-4205-1.
- Verlorene Menschen: Begegnungen mit Völkern, die es morgen nicht mehr gibt. GEO/Gruner + Jahr, Hamburg 1984, ISBN 978-3-570-04742-2.
2. Auflage 1991 unter abgewandeltem  Ersttitel: Naturvölker:...
- Inseln zwischen Paradies und Hölle: Südsee, Pazifik, Indischer Ozean. Süddeutscher Verlag, München 1985, ISBN 978-3-7991-6299-9.
- Malediven. Hoffmann & Campe, Hamburg 1988, ISBN 978-3-455-08295-1.
- Rio de Janeiro. Hoffmann & Campe, Hamburg 1988, ISBN 978-3-455-08306-4.
- Kykladen. Hoffmann & Campe, Hamburg 1988, ISBN 978-3-455-08299-9.
- Capri. Hoffmann & Campe, Hamburg 1988, ISBN 978-3-455-08405-4.
- Reportagen aus dem Garten Eden: Vom Ursprung des ökologischen Wissens. Ravensburger Verlag, Ravensburg 1990, ISBN 978-3-473-46163-9.
- Malediven. MM Photodrucke, Dietramszell 1992, ISBN 978-3-929489-51-4.
- Seychellen. MM Photodrucke, Dietramszell 1993, ISBN 978-3-929489-04-0.
- Reisen mit der Kamera: Phototips für Weltenbummler. MM Photodrucke, Dietramszell 1993, ISBN 978-3-929489-08-8.
- Bali. MM Photodrucke, Dietramszell 1994, ISBN 978-3-929489-13-2.
- Mauritius. MM Photodrucke, Dietramszell 1995, ISBN 978-3-929489-09-5.
- Dominikanische Republik. MM Photodrucke, Dietramszell 1996, ISBN 978-3-929489-17-0.
- Inselglück: Sehnsucht nach dem verlorenen Paradies. Herder,  Freiburg 1998, ISBN 978-3-451-26697-3.
- Halbinsel Yucatan, Mexiko. MM Photodrucke, Dietramszell 1999, ISBN 978-3-929489-24-8.
- Bilder der Stille: kontemplative Schwarz-Weiß-Impressionen von der Nordseeküste. Soltau-Kurier, Norden 2000, ISBN 978-3-928327-59-6.
- Sail Away – Michael Friedel fotografiert die Star Clippers. Deutscher-Sport-Verlag, Köln 2004, ISBN 978-3-937630-06-9.
- Seychellen – das Beste von Michael Friedel. MM Photodrucke, Steingau 2007, ISBN 978-3-929489-46-0.
- Michael Friedel – Fotografien 1950–1990. MM Photodrucke, Dietramszell 2018, ISBN 978-3-929489-56-9.

## Ausstellungen

### Einzelausstellungen
- 1967 Jugend in Ost und West, Studio DuMont Köln
- 1968 Museum Landesbildstelle Hamburg
- 1975 Inseln der Welt: 11 Ausstellungen für KODAK
- 1982, 1992, 2003 und 2012 Malediven, Male-City
- 1988 Goethe-Institut München, Inseln zwischen Paradies und Hölle
- 1979 Galerie 79, München, Wanderausstellung Photosafari – Homo Touristicus, Touristen mit der Kamera auf Motivjagd. Exoten, Sensationen und Busensafari
- 1987 Uni. Bayreuth
- 1989 Studio DuMont Köln
- 1989 Uni. Dortmund
- 1990 Image Hong Kong
- 1991 Kongresshalle Berlin
- 1991 Humboldt Uni. Berlin
- 1991 Perpignan Festival Frankreich
- 1992 ITB Berlin
- 1992 Uni. Salzburg
- 1992 Uni. Kaiserslautern
- 1992 Theaterhaus Stuttgart
- 1992 Tourismus Fachmesse Montreux, Schweiz
- 1993 Dritte Welt Laden Hagen
- 1993 Ferienmesse St. Gallen, Schweiz
- 1993 VHS Hattingen
- 1993 VHS Öhringen
- 1993 Verband der Verlage und Buchhandlungen Stuttgart
- 1994 Pro Asyl Hannover
- 1994 VHS Stuttgart
- 1994 Gem. Wardenburg
- 1995 Brot für die Welt Leinfelden/Echterdingen
- 1995 VHS Esslingen
- 1995 Landesgewerbeamt Karlsruhe
- 2018/2019 Leica Galerie Frankfurt

### Sammelausstellungen
- 1963 Weltausstellung der Photographie
- 1968 Weltausstellung der Photographie
- 1973 Weltausstellung der Photographie
- 1977 Weltausstellung der Photographie
- 1977 Family of Children
- 1985 Fotografie in deutschen Zeitschriften 1946–1984, Ute Eskildsen
- 1988 40 Jahre Zeitgeschehen, 40 Jahre Fotojournalismus – Ausstellung der Zeitschrift STERN
- 1998 50 Jahre STERN
- 2016 / 2017 Willy Fleckhaus – Design, Revolte, Regenbogen: Museum für Angewandte Kunst Köln[3]; Museum Villa Stuck, München; Museum für Kunst und Gewerbe, Hamburg.